# Peuples et frontières
 (janvier 2025).
Peuples et frontières est une revue mensuelle régionaliste française disparue, publiée entre 1937 et 1939 (26 numéros). 

## Histoire
Yves Delaporte (Y. Douget suivant l'entête des numéros) est le premier directeur de Peuples et frontières et livre son programme dans le no 1 du 15 janvier 1937 au rythme bimensuel.
Peuples et frontières fait suite au Bulletin des minorités nationales créé par Olier Mordrel en 1936. Ce dernier, qui collaborait de temps en temps, avait organisé à Paris, selon Yann Fouéré« une sorte de petit comité de rédaction. Le triangle Bretagne-Flandres-Alsace était en réalité la pierre angulaire de la publication. Alors que j'assumais la tâche principale et la responsabilité de l'ensemble, l'abbé Jean-Marie Gantois assumait la responsabilité de la chronique flamande, Hermann Bickler, celle de la chronique alsacienne. » Petru Rocca s'occupait de la rubrique corse.
Yann Fouéré a publié ses interventions sous divers pseudonymes : G. Marion (no 15 du 15 août 1938, p. 380-381), Yann Kerberio (no  des mois de février, avril, mai, juin, juillet, septembre et octobre 1938), ou bien encore Bleo-Gwenn ou J. Irigoyen, ….
La manchette du désormais mensuel no 8 du 15 janvier 1938 laisse apparaître le nom de Fred Moyse comme second directeur, la rédaction étant à Paris 5e, 60, boulevard de Port-Royal.